# Дикас, Томаш
Томаш Дикас (пол. Tomasz Dykas, 1850, с. Гумниска (ныне Дембицкого повята, Подкарпатского воеводства, Польши) — 1910, Львов) — польский скульптор.

## Биография
Родился в бедной крестьянской семье. Благодаря материальной помощи князя Владислава Сангушко, обнаружившего талант юноши, получил начальное художественное образование во Львове, где изучал скульптуру и рисунок.
В 1872—1878 под руководством М. Гуйского и В. Гадомского продолжил учëбу в Краковской Школе рисунка и живописи (ныне Краковская академия искусств). Затем в 1878—1883 — совершенствовал мастерство в Академии изобразительных искусств в Вене. Ученик Каспара фон Цумбуша.
С 1885 жил и творил во Львове. Много путешествовал, экспонировал свои работы в Кракове.
Умер по Львове и похоронен на Лычаковском кладбище .

## Творчество
В своëм творчестве Т. Дикас всю жизнь оставался верным академическому реализму.
Стал широко известным благодаря участию в конкурсах по созданию памятника Адаму Мицкевичу в Кракове. В двух из них в 1882 и 1885 гг. его проекты были отмечены первыми премиями, хотя ни один из предложенных им вариантов не был реализован (Памятник создал скульптор Теодор Ригер) в 1898 году.
Однако благодаря конкурсам, Т. Дикас получил признание общественности и репутацию выдающегося скульптора, что стало причиной большого количества частных и публичных заказов.
Ему принадлежат другие три памятника Мицкевичу на территории Галиции: в Перемышле (1891, уничтоженный в 1940), Тернополе (1895) и Золочеве (1899).
Кроме того, им выполнен ряд скульптурных портретов, надгробий, в том числе на Лычаковском кладбище во Львове, 4 мраморные скульптуры и барельеф «Несущего Крест Христа» для Латинского собора и скульптуры для Армянского кафедрального собора во Львове.
Участвовал также в конкурсе на создание бронзового памятника Яну III Собескому во Львове. Изготовлению памятника предшествовал скандал, в связи с требованиями Леонарда Маркони объявить открытый конкурс проектов. Разгорелась длительная дискуссия во львовской прессе, к которой присоединились Тадеуш Висньовецкий, Антон Попель, Юлиан Марковский и Томаш Дикас. В конечном итоге заказ достался скульптору Ф. Барончу.